# Génération Indochine
Albums de Indochine
Les Versions Longues
(1996) Le Birthday Album (1981-1996)
(2004)
Génération Indochine est le cinquième best of du groupe de pop rock français Indochine. Il est sorti le 10 avril 2000, s’est vendu à plus de 240 000 exemplaires, et a été certifié disque d’or le 28 juin 2000.

## Titres
| 1.  | L’Aventurier                    | Nicola Sirkis                  | Dominique Nicolas                  | 3:53 |
| 2.  | L'Opportuniste                  | Anne Segalen, Jacques Lanzmann | Jacques Dutronc                    | 2:23 |
| 3.  | Kao Bang                        | Nicola Sirkis                  | Dominique Nicolas                  | 4:57 |
| 4.  | Miss Paramount                  | Nicola Sirkis                  | Dominique Nicolas                  | 3:00 |
| 5.  | Canary Bay                      | Nicola Sirkis                  | Dominique Nicolas                  | 5:22 |
| 6.  | 3ème Sexe                       | Nicola Sirkis                  | Dominique Nicolas                  | 4:55 |
| 7.  | Tes Yeux Noirs                  | Nicola Sirkis                  | Dominique Nicolas                  | 4:25 |
| 8.  | Trois Nuits Par Semaine         | Nicola Sirkis                  | Dominique Nicolas                  | 4:50 |
| 9.  | À L’Assaut (Des Ombres Sur L’O) | Nicola Sirkis                  | Dominique Nicolas                  | 3:46 |
| 10. | Les Tzars                       | Nicola Sirkis                  | Dominique Nicolas                  | 4:38 |
| 11. | La Machine À Rattraper Le Temps | Nicola Sirkis                  | Dominique Nicolas                  | 4:33 |
| 12. | Le Baiser                       | Nicola Sirkis                  | Dominique Nicolas                  | 4:10 |
| 13. | Des Fleurs Pour Salinger        | Nicola Sirkis                  | Dominique Nicolas                  | 3:13 |
| 14. | Savoure Le Rouge                | Nicola Sirkis                  | Dominique Nicolas                  | 4:21 |
| 15. | Un Jour Dans Notre Vie          | Nicola Sirkis                  | Dominique Nicolas                  | 4:01 |
| 16. | Drugstar                        | Nicola Sirkis                  | Nicola Sirkis                      | 3:30 |
| 17. | Satellite                       | Nicola Sirkis                  | Stéphane Sirkis, Jean-Pierre Pilot | 4:11 |
| 18. | Petit Jésus                     | Nicola Sirkis                  | Dominique Nicolas                  | 3:04 |